# Tiro ai XVI Giochi dei piccoli stati d'Europa
Le competizioni di tiro (tiro a segno e tiro a volo) ai XVII Giochi dei piccoli stati d'Europa si sono svolte dal 2 al 4 giugno 2015.

## Podi

### Maschile
| Evento               | Oro                | Argento            | Bronzo                      |
| Pistola 10m          | Boris Jeremenko    | Ívar Ragnarsson    | Thomas Viderö               |
| Carabina 10m         | Marc-Andre Kessler | Michael Mattle     | William Vella               |
| Carabina 10m a terra | Eric Lanza         | Jón Þór Sigurðsson | Guðmundur Helgi Christensen |
| Skeet                | Georgios Kazakos   | Örn Valdimarsson l | Stefanos Nikolaidis         |

### Femminile
| Evento       | Oro                   | Argento             | Bronzo                |
| Pistola 10m  | Sylvie Schmit         | Jórunn Harðardóttir | Carine Canestrelli    |
| Carabina 10m | Iris Eva Einarsdóttir | Carole Calmes       | Marilena Constantinou |